# Epigomphus subsimilis
Epigomphus subsimilis é uma espécie de libelinha da família Gomphidae.
É endémica de Costa Rica.
Os seus habitats naturais são: florestas subtropicais ou tropicais húmidas de baixa altitude e rios.
Está ameaçada por perda de habitat.